# Julgamento de Rivonia

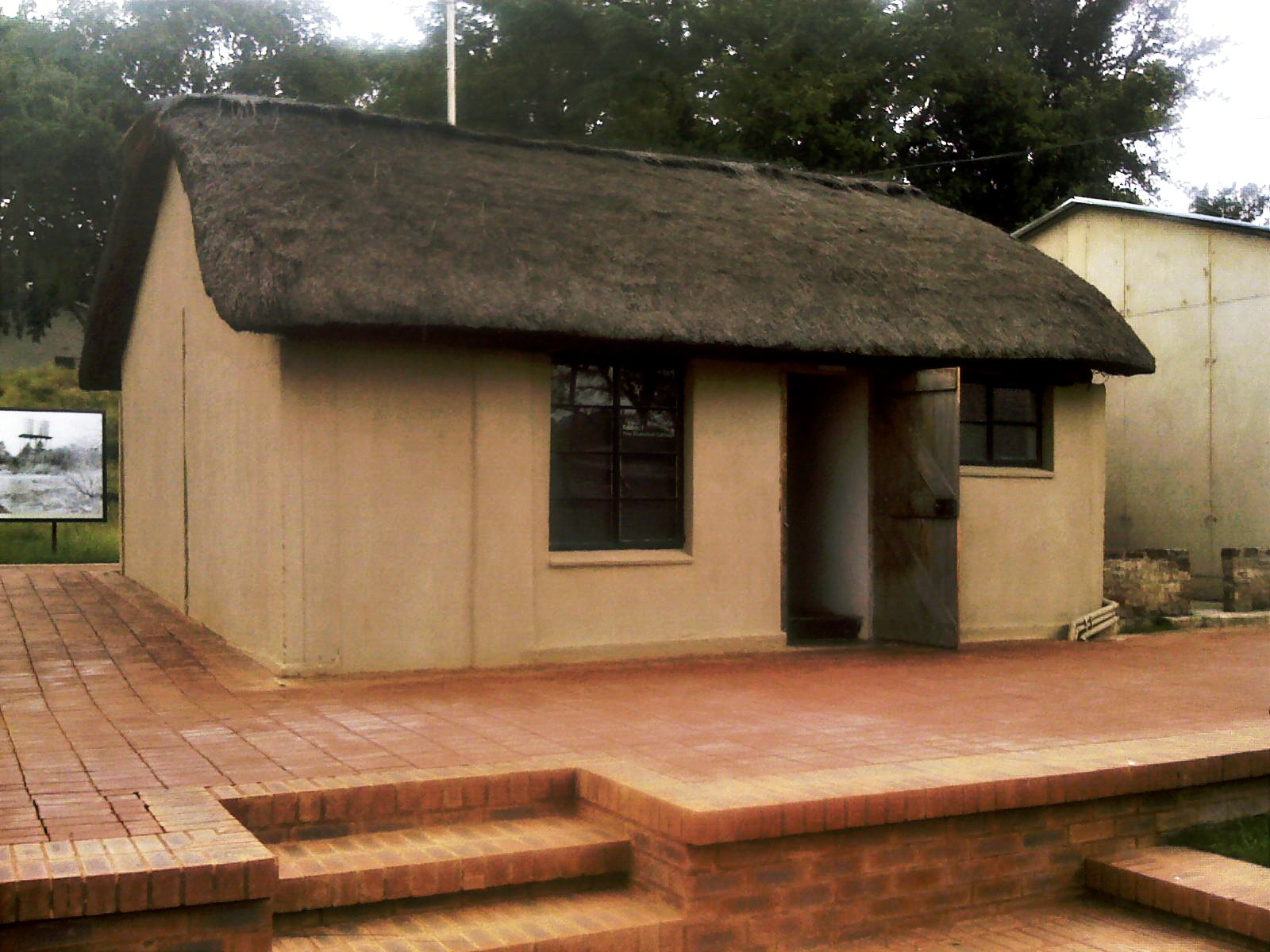
Casa em Rivonia (atualmente na Avenida Winston) onde diversos ativistas foram presos, em 1963.

Julgamento de Rivonia é como passou à história o célebre julgamento ocorrido em 1963 e 1964, na África do Sul sob o apartheid, no qual dez líderes da Aliança do Congresso foram acusados de sabotagem e foram submetidos a uma condenação à morte.
Recebeu o nome devido ao local onde foram presas seis dessas lideranças — o subúrbio de Joanesburgo chamado Rivonia, e tinham ali seu esconderijo, numa fazenda chamada Liliesleaf. Naquela época o local, afastado cerca de 15 quilômetros do centro da cidade, era uma região de sítios, completamente rural, em contraste com a situação atual, onde é um centro de comércio. A prisão ocorreu em 11 de julho de 1963.

## Envolvidos
Dez réus foram levados a julgamento: Nelson Mandela, Walter Sisulu, Denis Goldberg, Govan Mbeki, Ahmed Mohamed Kathrada, Lionel "Rusty" Bernstein, Raymond Mhlaba, James Kantor, Elias Motsoaledi e Andrew Mlangeni.
Não foram julgados os seguintes líderes do Congresso Nacional Africano (CNA) e do Partido Comunista da África do Sul (PCAS): Robert Hepple (PCAS), Harold Wolpe e Arthur Goldreich (PCAS, presos em Rivonia, mas escaparam) e, finalmente, o Chefe Albert Luthuli, presidente geral do CNA.
Também foram nele envolvidos Oliver Tambo (CNA, no exílio), Ruth First (líder do PCAS), Joseph Slovo (PCSA, no exílio) e Michael Harmel (PCSA).
Era, então, primeiro-ministro Henrik Verwoerd e ministro da justiça John Vorster; o julgamento foi acompanhado por observadores britânicos e estadunidenses.

## Julgamento
Tomando por base documentos encontrados que incriminavam os réus, dentre eles um referente a guerrilha (chamado de Operação Mayibuye), bem como anotações de Mandela sobre guerrilha e seu diário de viagem pela África de 1962, a acusação foi feita pelos promotores Percy Yutar e A. B. Krog.
Mandela já estava preso, condenado por incitação e por haver deixado o país ilegalmente e, em vez de ser arrolado como testemunha, foi levado também ao banco dos réus, onde em 20 de abril de 1964 proferiu o seu famoso discurso "Estou preparado para morrer".
A 12 de junho de 1964 oito dos réus foram condenados à prisão perpétua pelo juiz Quartus de Wet, no Palácio da Justiça, em Pretória.